# Фар (Тексас)
Фар (енгл. Pharr) град је у америчкој савезној држави Тексас. По попису становништва из 2010. у њему је живело 70.400 становника.

## Демографија
Према попису становништва из 2010. у граду је живело 70.400 становника, што је 23.740 (50,9%) становника више него 2000. године.
| Група             | 2000.          | 2010.          |
| Белци             | 4.136 (8,9%)   | 4.256 (6,0%)   |
| Афроамериканци    | 110 (0,2%)     | 401 (0,6%)     |
| Азијати           | 109 (0,2%)     | 376 (0,5%)     |
| Хиспаноамериканци | 42.282 (90,6%) | 65.496 (93,0%) |
| Укупно            | 46.660         | 70.400         |

## Партнерски градови
- Сан Луис Потоси
- Метепек
- Канкун
- Општина Бенито Хуарез